# Uniforme Mao
El Zhongshan Zhuang (xinès simplificat: 中山装, pinyin: Zhōngshān Zhuāng), és el vestit xinès que va popularitzar el fundador de la República de la Xina, Sun Zhongshan, encara que a Occident se l'associa normalment amb Mao Zedong, fet pel qual és conegut com a vestit Mao.
Fou utilitzat per l'exèrcit xinès i també com vestit oficial entre el funcionariat, i fou la vestimenta més comuna a la Xina fins a la dècada del 1980. Avui dia, a la Xina aquest uniforme s'utilitza com vestit de gala en ocasions de gran solemnitat.
A nivell internacional, trobem durant la dècada de 1930, un vestit semblant, però inspirat en la túnica francesa, l'Stalinka, que va tenir certa popularitat a la Unió Soviètica. El vestit Mao va tenir popularitat als cercles intel·lectuals esquerrans europeus pels volts del maig del 68.

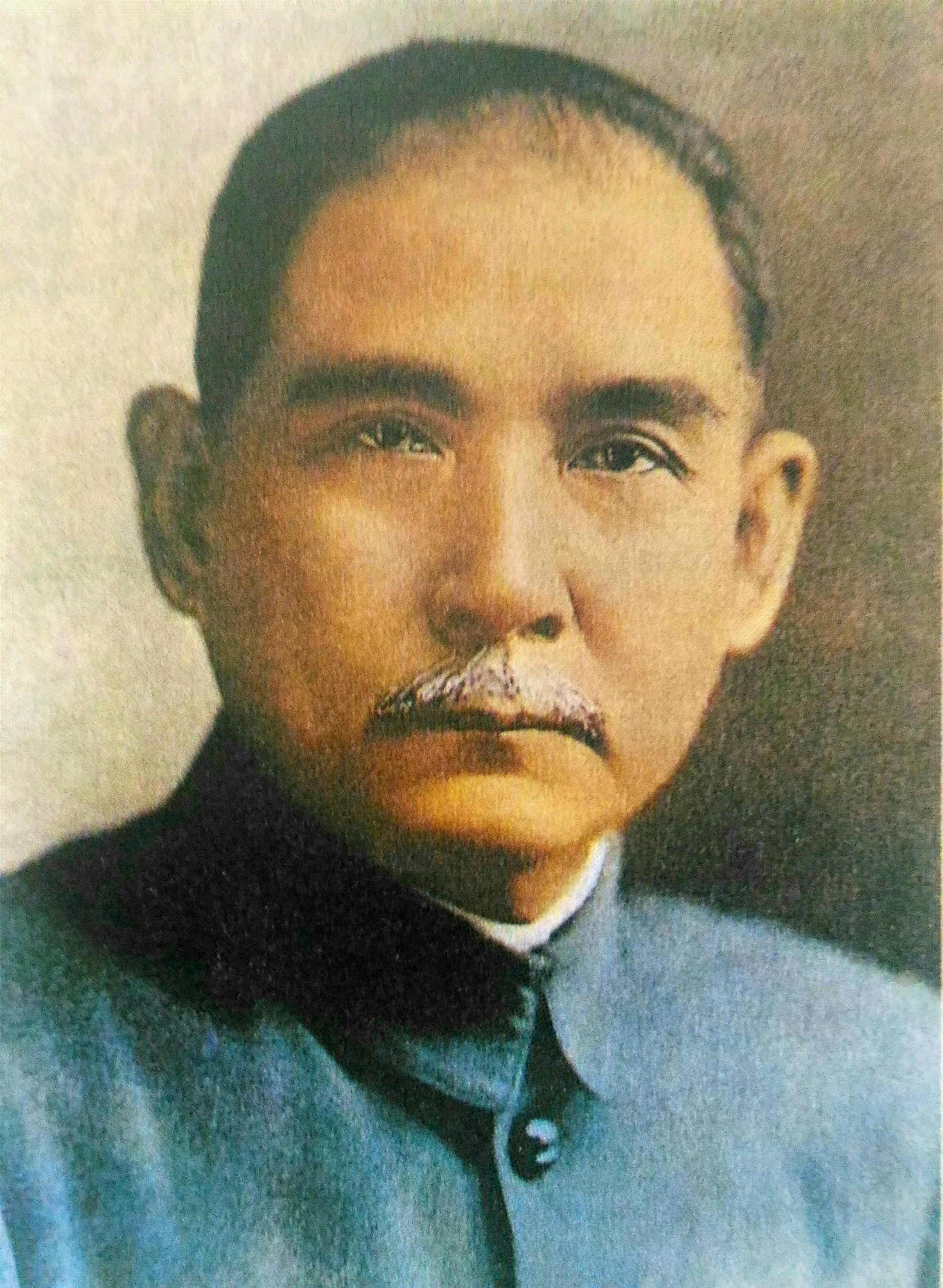
Sun Yat-sen amb el seu uniforme.

## Descripció
El vestit va ser creat per Sun Zhongshan, inspirant-se en un uniforme militar japonès.
La jaqueta va cordada amb una renglera vertical de cinc botons, té quatre butxaques cordades amb botó, i una escletxa a la butxaca superior esquerra per a la ploma, representant la importància que els intel·lectuals havien de tindre. Els colors més comuns eren el blau o el verd, però també n'hi havia de color gris o de vegades beix (un pel ataronjat); actualment els uniformes de gala solen ser d'un teixit d'alta qualitat de color negre i fins i tot, s'ha arribat a portar combinat amb botes de muntar.
Les quatre butxaques representen els quatre valors del Yijing, i els botons els cinc principis de govern.

## Història
D'una forma efectiva, va ser amb l'establiment de la República de la Xina, a l'Acadèmia Militar Whampoa, quan el Zhongshan es va començar a utilitzar imitant les jaquetes dels cadets de les acadèmies militars de Prússia.
El vestit comença a popularitzar-se als anys 20, després de la mort de Sun, primer a Xangai i després a la resta del país.
Una vegada es va convertir en sinònim d'occidentalització i progrés, el vestit va experimentar una enorme difusió, arribant a ser un vestit molt hegemònic entre la població durant el període de la Gran Revolució Cultural, ja que altre tipus de vestimenta podria ser problemàtica si els Guàrdies Rojos la consideraven massa burgesa. Des del naixement de la República Popular fins als anys 70, els vestits inspirats en el Zhongshan, amb poques variacions, van ser l'estàndard de la moda masculina xinesa.
Als anys seixanta i setanta, es va posar de moda entre els socialistes i intel·lectuals d'Europa occidental, Austràlia i Nova Zelanda, conegut com a vestit Mao.

## Símbol de sobirania nacional

Noia xinesa amb el vestit durant la Revolució Cultural.

El vestit es porta a les cerimònies més formals com a símbol de la sobirania nacional. Els caps importants de la Xina sempre el vesteixen per a desfilades militars a Pequín, tot i que el vicepresident i altres responsables del Politburó xinés utilitzen vestits de negoci occidentals. És habitual que els líders xinesos el vesteixin quan assisteixin als sopars d'estat. En aquesta situació, el vestit serveix com a forma de vestit d'etiqueta, equivalent a un uniforme militar per a un monarca o un esmòquing per a un president.
Tot i que des del govern de Jiang Zemin, l'ús del vestit occidental va guanyar popularitat, Xi Jinping va recuperar el Zhonshan i l'ha fet servir en nombroses ocasions.
El vestit també serveix com a uniforme diplomàtic. Encara que els ambaixadors xinesos solen portar vestits de negoci occidentals, molts ambaixadors xinesos decideixen usar un Zhongshan quan presenten les seves credencials al cap d'Estat. La cerimònia de presentació simbolitza el reconeixement diplomàtic que existeix entre els dos països, de manera que comporta un major nivell de formalitat que altres reunions diplomàtiques.

## Influència

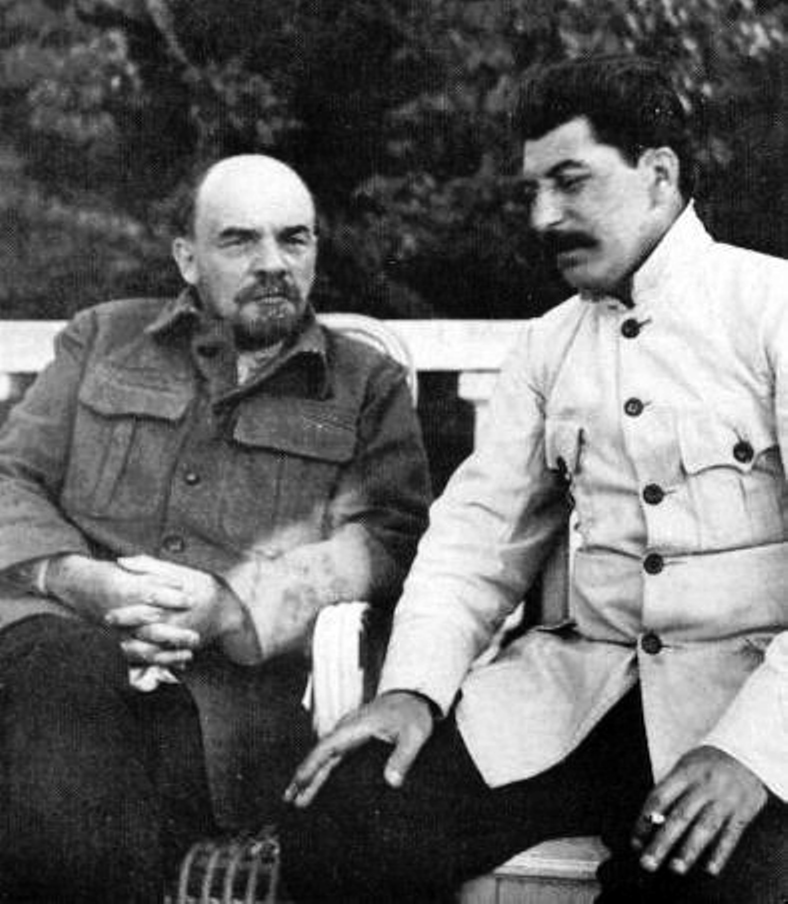
Lenin i Stalin, amb el vestit Lenin i l'Stalinka, semblants al Zhongshan.

Kim Jong-il, que va morir el 2011, portava normalment un abans dels anys noranta. A la dècada de 1990, encara apareixia sovint amb un uniforme Mao de color caqui, però, en els anys posteriors, apart de les reunions formals amb caps d'estat russos i xinesos, l'aparició de Kim Jong-il vestit amb el Zhongshan va passar a ser molt poc freqüent. Tanmateix, Kim Jong-un, l'hereu de Kim Jong-il, sol aparèixer en públic amb un "uniforme de gala" de color negre, destacant-se com "hereu de la tradició revolucionària".
Nicolás Maduro, president de Veneçuela, ha popularitzat des del 2017 l'ús d'un vestit semblant, anomenat liqui liqui. Es tracta d'un vestit tradicional al país i a parts de Colòmbia des del segle xix.

### Galeria

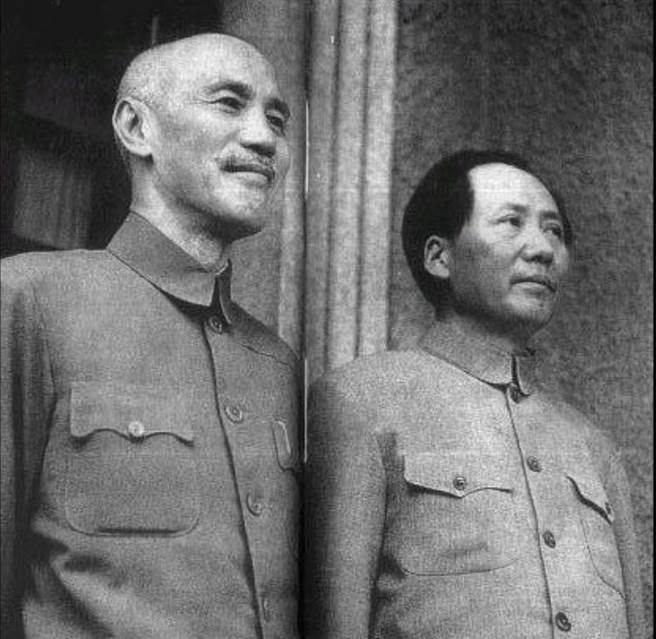
Jiang Zhongzheng i Mao Zedong
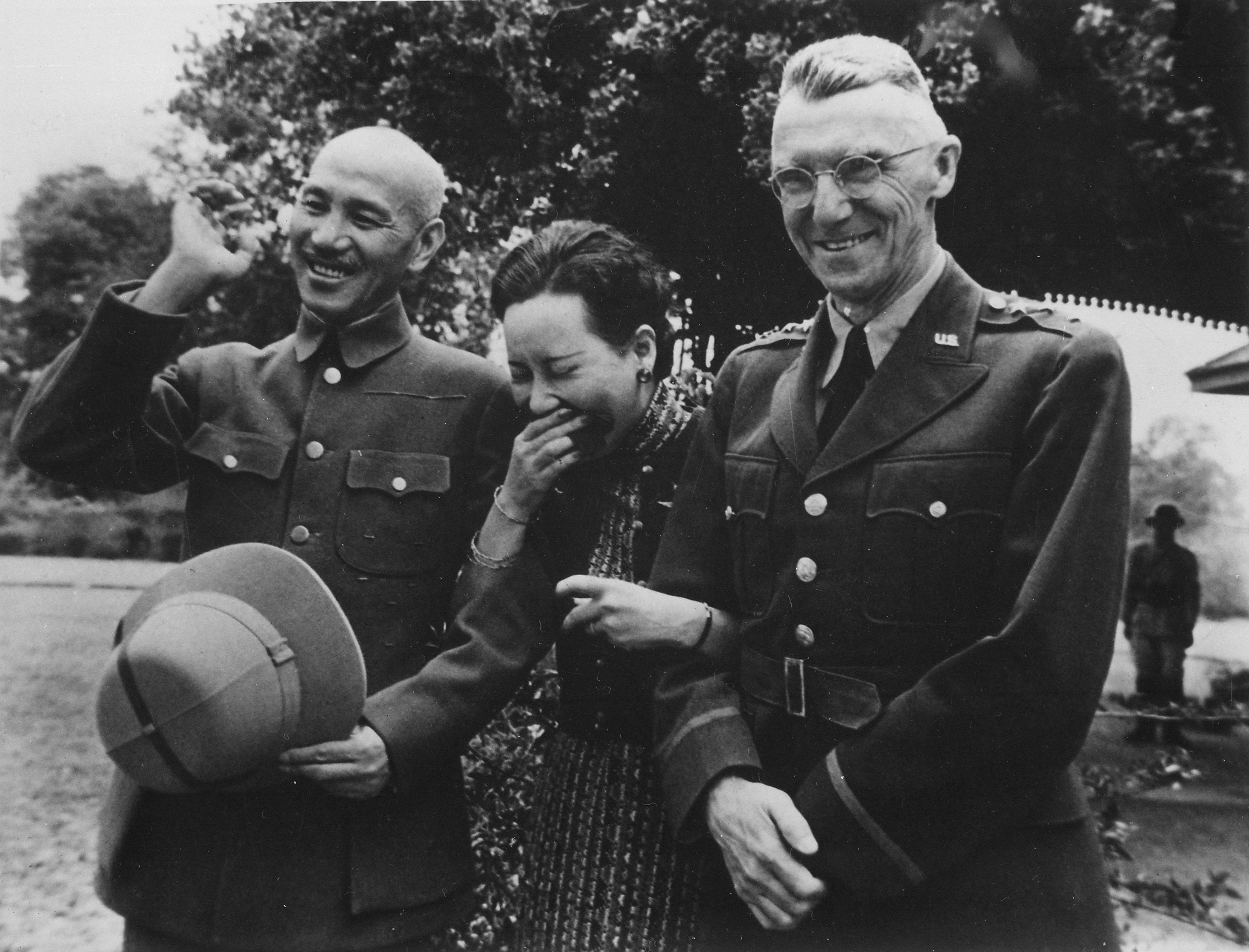
Jiang Zhongzheng amb el zhongshan
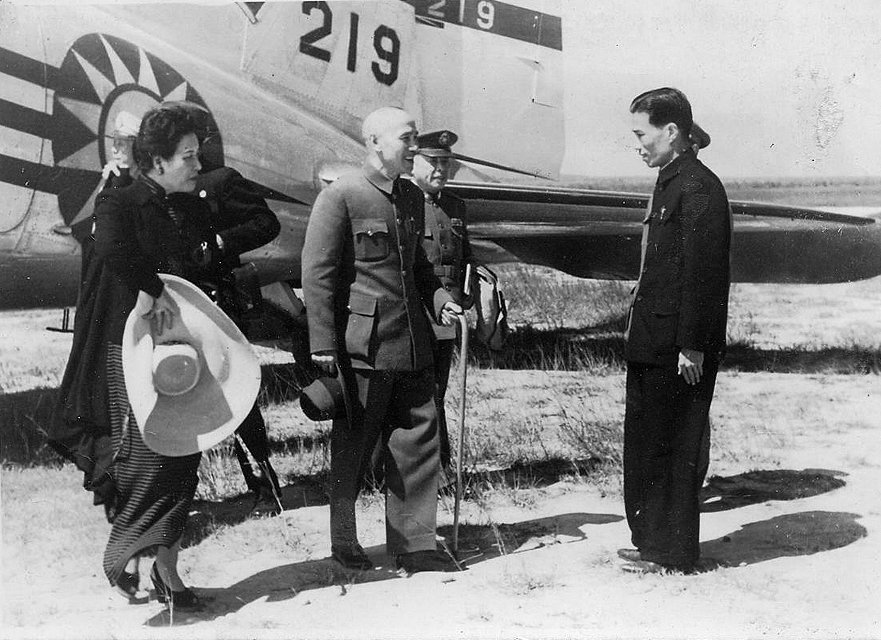
Jiang Zhongzheng en una inspecció a Taiwan el 1946
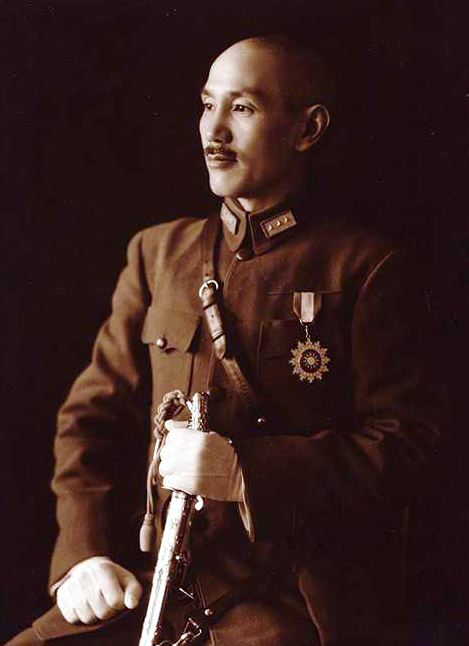
Jiang Zhongzheng
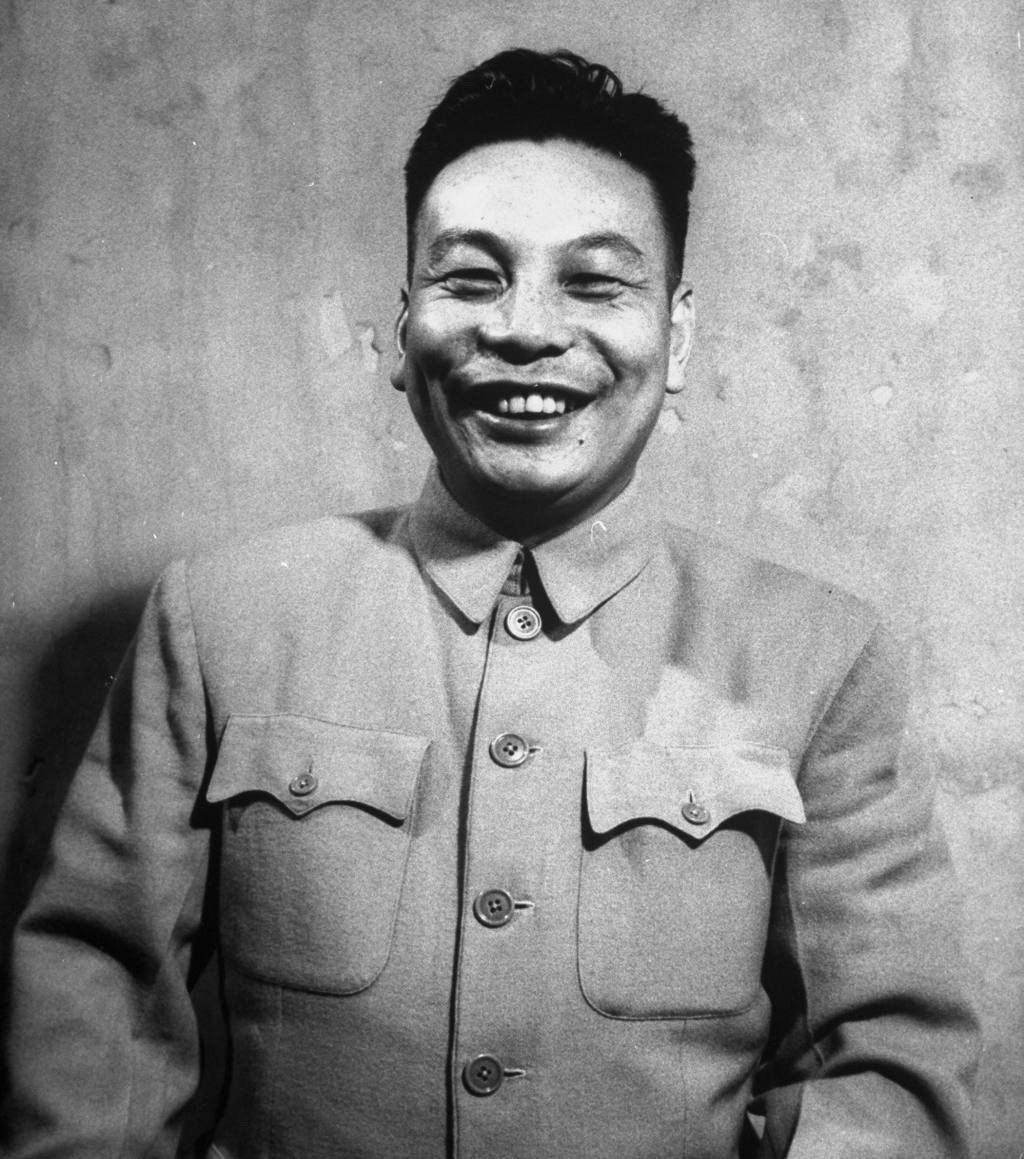
Jiang Jingguo
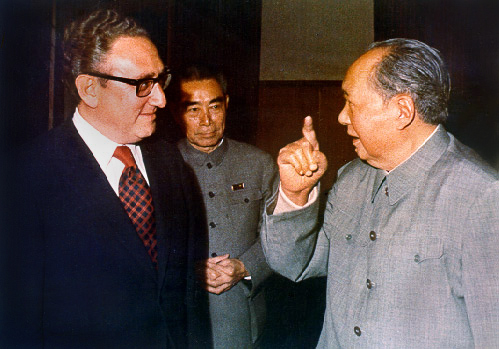
Kissinger, Zhou Enlai i Mao Zedong
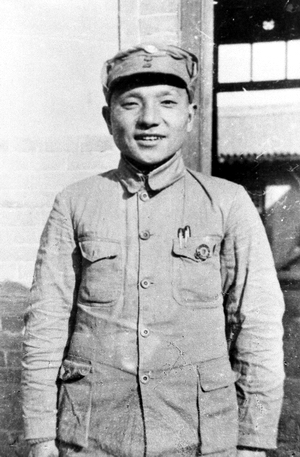
Deng Xiaoping
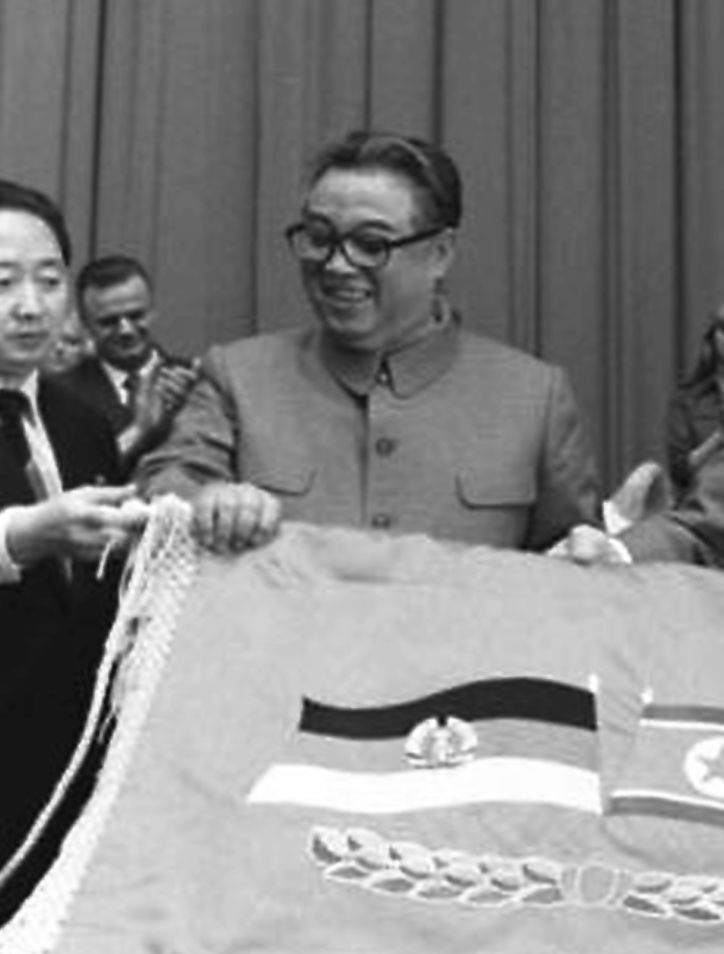
Kim Il Sung, president de la República Popular Democràtica de Corea
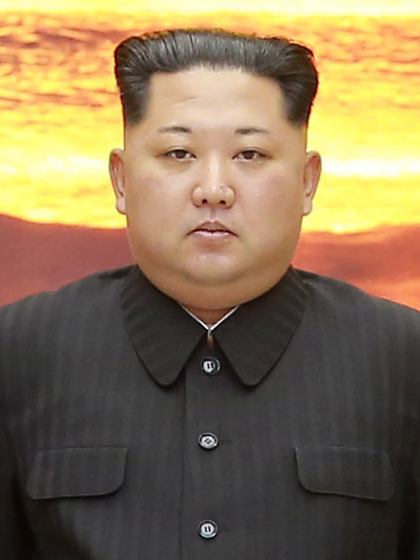
Kim Jong-un, president de la República Popular Democràtica de Corea
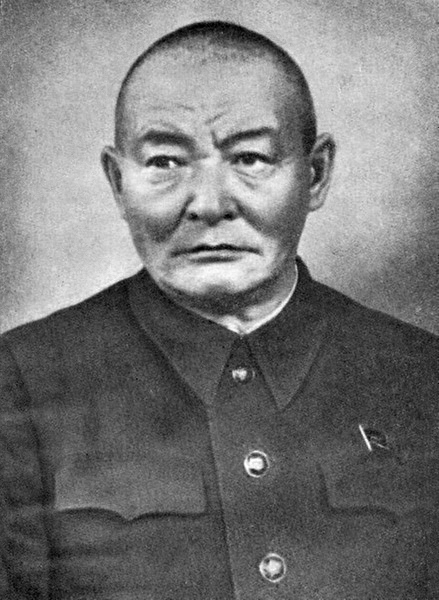
Qiao Bashan, líder de la República Popular de Mongòlia
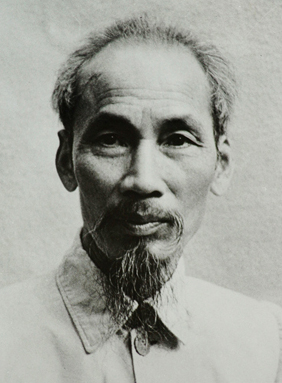
Hu Zhiming, President del Partit Comunista de Vietnam
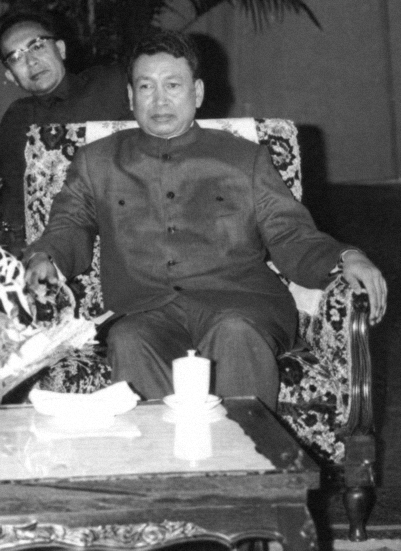
Pol Pot, Primer ministre de Cambodja
Soldats xinesos